# نيد فور سبيد: ورلد
نيد فور سبيد: ورلد (بالإنجليزية:Need for Speed World) ، هي لعبة إلكترونية من نوع سباق السيارات، أنتجت من قبل شركة إلكترونيك آرتس سنة 2010 ، وتعمل لنظامي لعبة فيديو وهما: ويندوز مايكروسوفت والحاسب الشخصي ، وتعمل على الإنترنت
و هي مغلقة حاليًا.

## وصلات خارجية
- نيد فور سبيد: ورلد على موقع IMDb (الإنجليزية)
- الموقع الرسمي